# Bezirk Broye-Vully
Der Bezirk Broye-Vully (französisch District de la Broye-Vully) ist seit dem 1. September 2006 eine Verwaltungseinheit im Kanton Waadt in der Schweiz. Hauptort ist Payerne.
Der Bezirk setzt sich zusammen aus 31 Gemeinden aus Teilen der früheren Bezirke Avenches, Payerne, Moudon und Oron (Stand: 1. Januar 2017):
| Wappen                 | Name der Gemeinde      | Einwohner (31. Dezember 2023) | Fläche in km² | Einw. pro km² |
| ---------------------- | ---------------------- | ----------------------------- | ------------- | ------------- |
| Avenches               | Avenches               | 4'843                         | 19,47         | 249           |
| Bussy-sur-Moudon       | Bussy-sur-Moudon       | 251                           | 3,12          | 80            |
| Champtauroz            | Champtauroz            | 188                           | 3,05          | 62            |
| Chavannes-sur-Moudon   | Chavannes-sur-Moudon   | 238                           | 5,15          | 46            |
| Chevroux               | Chevroux               | 525                           | 4,33          | 121           |
| Corcelles-le-Jorat     | Corcelles-le-Jorat     | 500                           | 7,94          | 63            |
| Corcelles-près-Payerne | Corcelles-près-Payerne | 2'917                         | 12,11         | 241           |
| Cudrefin               | Cudrefin               | 1'877                         | 15,82         | 119           |
| Curtilles              | Curtilles              | 306                           | 4,96          | 62            |
| Dompierre              | Dompierre (VD)         | 253                           | 3,21          | 79            |
| Faoug                  | Faoug                  | 902                           | 3,49          | 258           |
| Grandcour              | Grandcour              | 1'004                         | 10,20         | 98            |
| Henniez                | Henniez                | 450                           | 2,61          | 172           |
| Hermenches             | Hermenches             | 377                           | 4,77          | 79            |
| Lovatens               | Lovatens               | 141                           | 3,47          | 41            |
| Lucens                 | Lucens                 | 4'596                         | 19,28         | 238           |
| Missy                  | Missy                  | 373                           | 3,11          | 120           |
| Moudon                 | Moudon                 | 6'393                         | 15,65         | 408           |
| Payerne                | Payerne                | 10'545                        | 24,18         | 436           |
| Prévonloup             | Prévonloup             | 226                           | 1,84          | 123           |
| Ropraz                 | Ropraz                 | 532                           | 4,81          | 111           |
| Rossenges              | Rossenges              | 88                            | 1,08          | 81            |
| Syens                  | Syens                  | 165                           | 2,52          | 65            |
| Trey                   | Trey                   | 314                           | 3,79          | 83            |
| Treytorrens (Payerne)  | Treytorrens (Payerne)  | 109                           | 3,07          | 36            |
| Valbroye               | Valbroye               | 3'405                         | 33,55         | 101           |
| Villars-le-Comte       | Villars-le-Comte       | 135                           | 4,19          | 32            |
| Villarzel              | Villarzel              | 525                           | 7,66          | 69            |
| Vucherens              | Vucherens              | 635                           | 3,28          | 194           |
| Vulliens               | Vulliens               | 646                           | 6,63          | 97            |
| Vully-les-Lacs         | Vully-les-Lacs         | 3'609                         | 21,11         | 171           |
| Total (31)             | Total (31)             | 47'068                        | 259,45        | 181           |

## Veränderungen im Gemeindebestand seit 2006

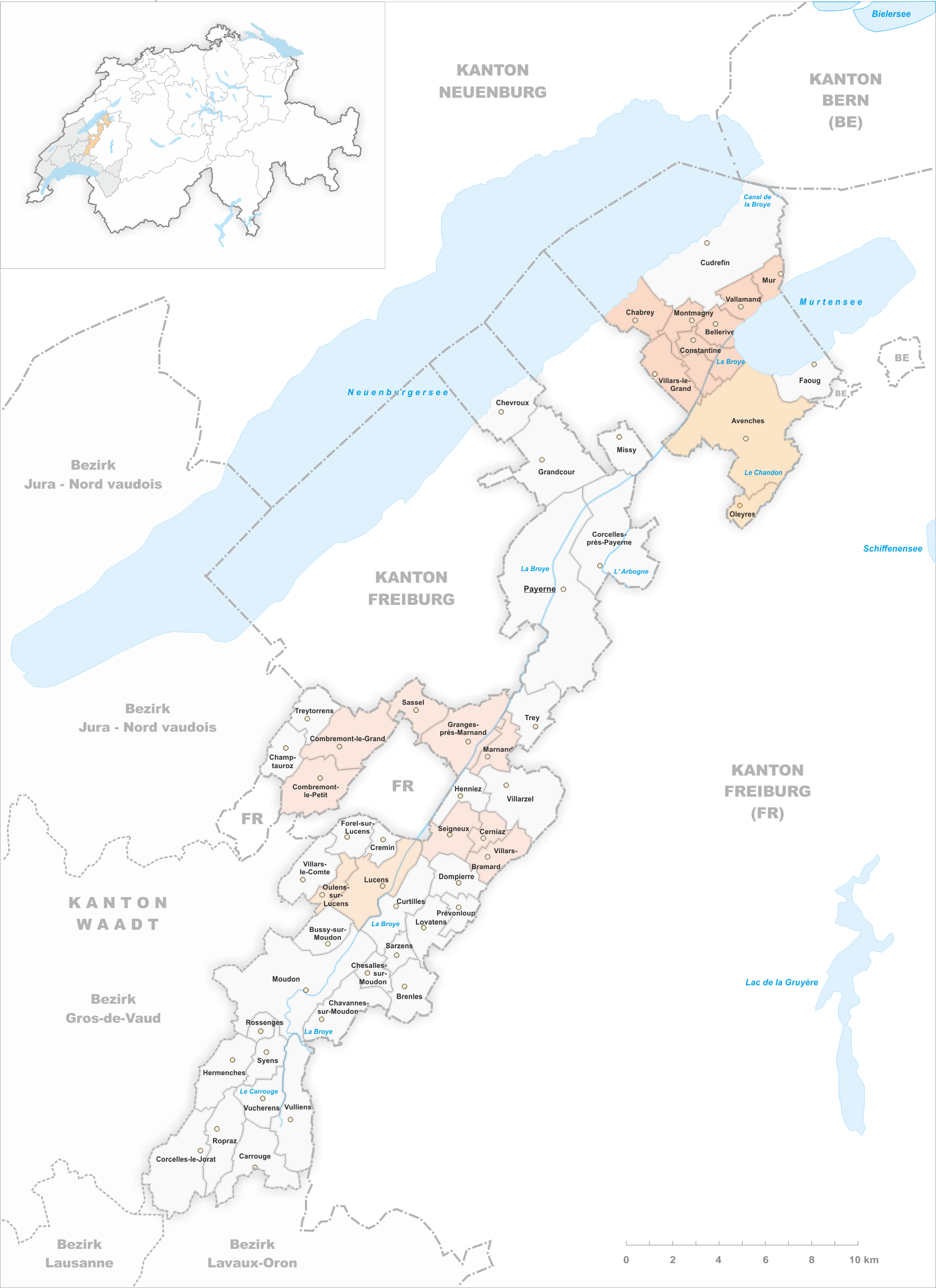
Gemeinden bis Juni 2011
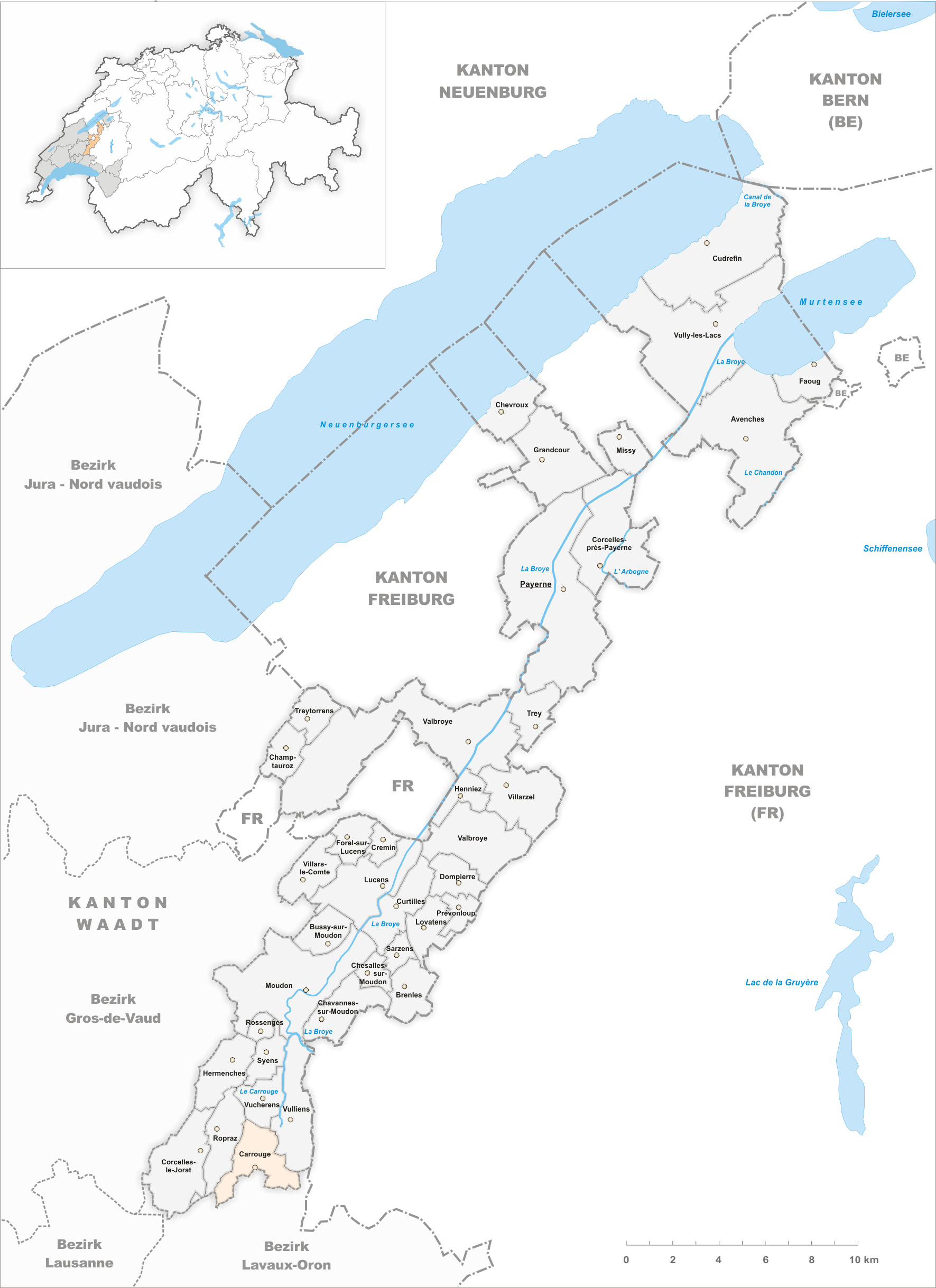
Gemeinden bis Juni 2016
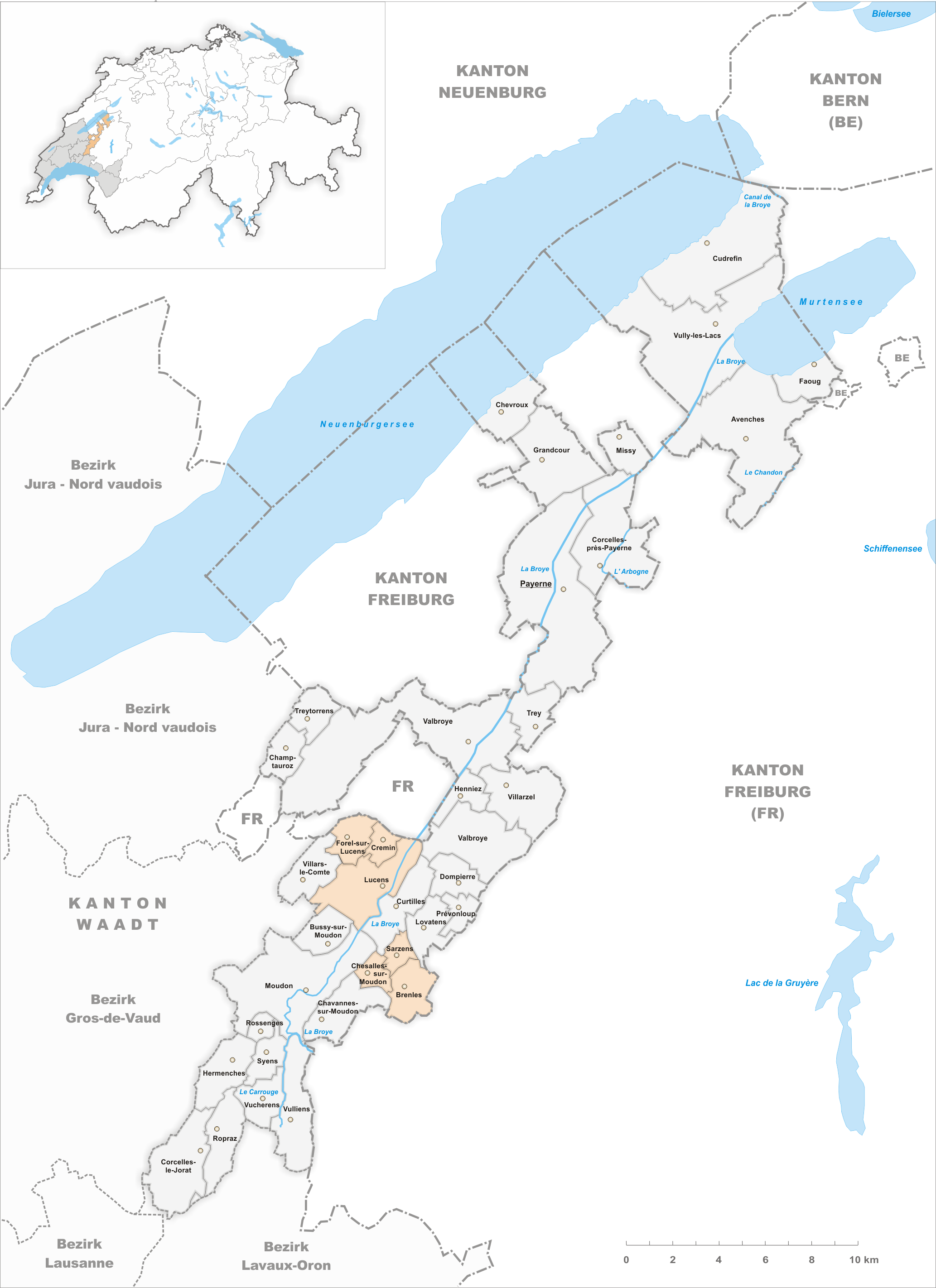
Gemeinden bis Dezember 2016

- 1. Juli 2011: Fusion Avenches und Oleyres → Avenches
- 1. Juli 2011: Fusion Bellerive, Chabrey, Constantine, Montmagny, Mur, Vallamand und Villars-le-Grand → Vully-les-Lacs
- 1. Juli 2011: Fusion Lucens und Oulens-sur-Lucens → Lucens
- 1. Juli 2011: Fusion Cerniaz, Combremont-le-Grand, Combremont-le-Petit, Granges-près-Marnand, Marnand, Sassel, Seigneux und Villars-Bramard → Valbroye
- 1. Juli 2016: Fusion Carrouge, Ferlens und Mézières → Jorat-Mézières (Bezirk Lavaux-Oron)
- 1. Januar 2017: Fusion Brenles, Chesalles-sur-Moudon, Cremin, Forel-sur-Lucens, Lucens und Sarzens → Lucens